# Tabriquet
Tabriquet (àrab: تابريكت, Tābrīkt; amazic estàndard marroquí: ⵜⴰⴱⵔⵉⴽⵜ, Tabrikt) és un arrondissement del municipi de Salé, a la prefectura de Salé, a la regió de Rabat-Salé-Kenitra, al Marroc. Segons el cens de 2014 tenia una població total de 252.277 persones. La seva població havia augmentat de 204.881 habitants en 1994 a 234.773 en 2004.